# Santiago Matatlán
Santiago Matatlán är en kommunhuvudort i Mexiko.   Den ligger i kommunen Santiago Matatlán och delstaten Oaxaca, i den sydöstra delen av landet, 400 km sydost om huvudstaden Mexico City. Santiago Matatlán ligger 1 728 meter över havet och antalet invånare är 3 064.
Terrängen runt Santiago Matatlán är huvudsakligen kuperad, men åt nordväst är den platt. Runt Santiago Matatlán är det ganska tätbefolkat, med 58 invånare per kvadratkilometer. Närmaste större samhälle är Tlacolula de Matamoros, 14,1 km nordväst om Santiago Matatlán. Trakten runt Santiago Matatlán består i huvudsak av gräsmarker.